# راتشيل ساج
راتشيل ساج (بالإنجليزية: Rachael Sage)‏ هي مغنية ومغنية مؤلفة وملحنة أمريكية، ولدت في 1971 في بورت تشيستير في الولايات المتحدة.

## وصلات خارجية
- الموقع الرسمي
- راتشيل ساج على موقع ميوزك برينز (الإنجليزية)
- راتشيل ساج على موقع أول ميوزيك (الإنجليزية)
- راتشيل ساج على موقع ديسكوغز (الإنجليزية)